# Cutigliano
Cutigliano is een gemeente in de Italiaanse provincie Pistoia (regio Toscane) en telt 1651 inwoners (31-12-2004). De oppervlakte bedraagt 43,8 km², de bevolkingsdichtheid is 38 inwoners per km².

## Demografie
Cutigliano telt ongeveer 745 huishoudens. Het aantal inwoners daalde in de periode 1991-2001 met 7,0% volgens cijfers uit de tienjaarlijkse volkstellingen van ISTAT.

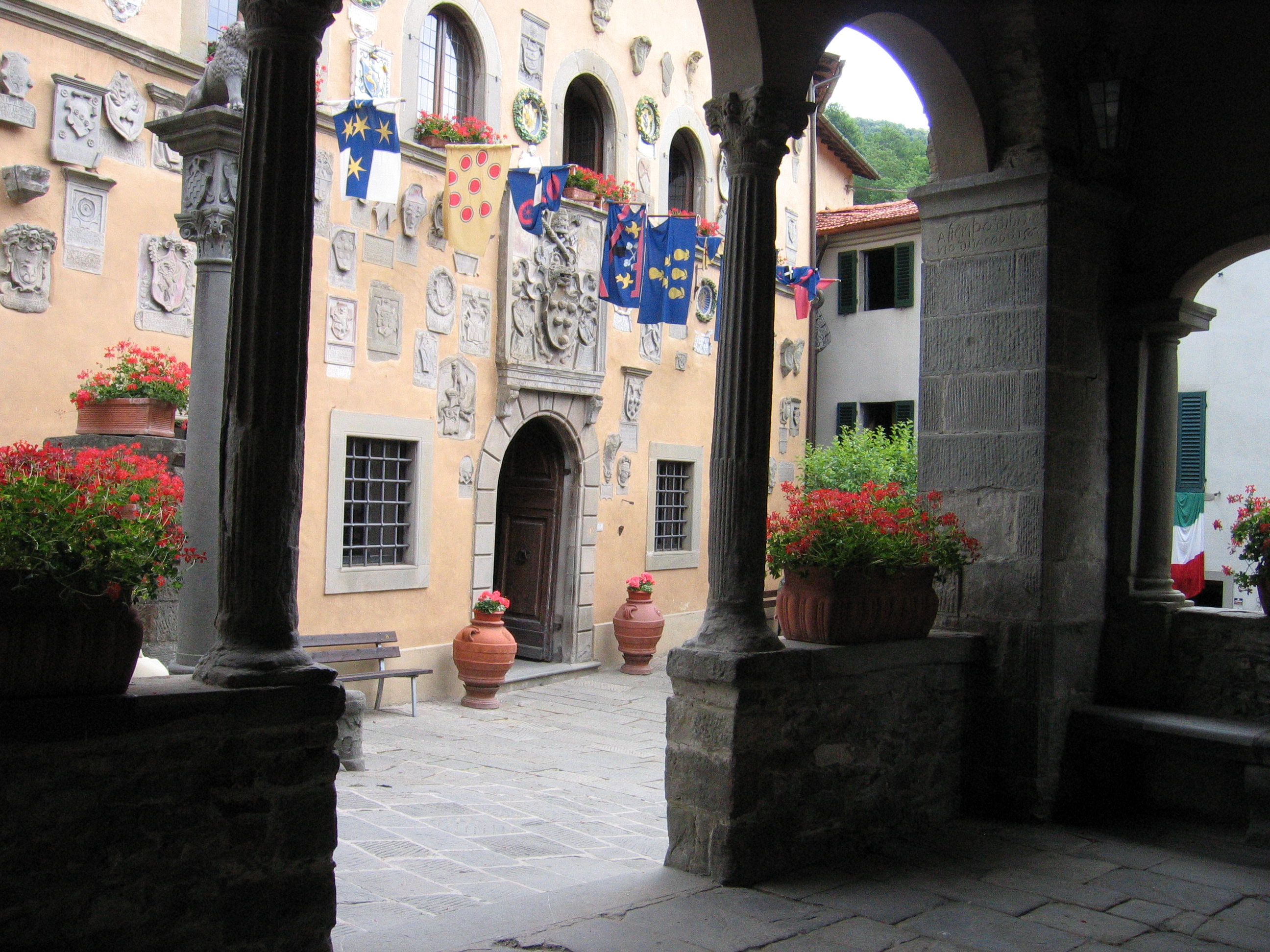
Palazzo Pretorio

| Jaar | Inwoneraantal |
| ---- | ------------- |
| 1991 | 1827          |
| 2001 | 1699          |

## Geografie
De gemeente ligt op ongeveer 678 m boven zeeniveau.
Cutigliano grenst aan de volgende gemeenten: Abetone, Bagni di Lucca (LU), Fanano (MO), Fiumalbo (MO), Piteglio, San Marcello Pistoiese.